# Now Deh-e Sharīf
Now Deh-e Sharīf (persiska: نُو دِهِ حاجّی شَريف, Now Deh-e Ḩājjī Sharīf, نو ده شریف) är en ort i Iran.   Den ligger i provinsen Golestan, i den norra delen av landet, 300 km öster om huvudstaden Teheran. Now Deh-e Sharīf ligger 6 meter över havet och antalet invånare är 632.
Terrängen runt Now Deh-e Sharīf är platt. Runt Now Deh-e Sharīf är det ganska tätbefolkat, med 185 invånare per kvadratkilometer. Närmaste större samhälle är Gorgan, 15,4 km sydväst om Now Deh-e Sharīf. Trakten runt Now Deh-e Sharīf består till största delen av jordbruksmark.